# Юркус, Вацловас Витаутович
Ва́цловас Вита́утович Ю́ркус (лит. Vaclovas Jurkus; род. 23 февраля 1958, Плунге) — советский и литовский футболист.
Окончил Вильнюсский педагогический институт (1985).

## Биография
Воспитанник футбольной школы Плунге с 1969 года. В «Жальгирис» попал после того, как в возрасте 16 лет получил приз лучшего вратаря на Всесоюзной спартакиаде школьников (выступал за сборную Литвы). В команду пригласил лично Беньяминас Зелькявичюс. За клуб дебютировал в 1978 году в Симферополе в матче против «Таврии». Позже стал капитаном команды. Перед началом сезона 1983 года выступил одним из зачинщиков ссоры команды с главным тренером Зелькявичюсом. Причина конфликта — распределение материальных благ после выхода клуба в высшую лигу (Зелькявичюс получил квартиру и «Волгу», команда — ничего). В итоге команде к середине сезона удалось сместить тренера. Однако спустя некоторое время он вместе с Римантасом Турскисом ездил на квартиру к Зелькявичюсу, упрашивая его вернуться в команду.
Сезон 1983 года не доиграл: в матче 2-го круга против «Спартака» ударился о штангу и получил сотрясение мозга. Тем не менее это не помешало ему войти в список 33-х под № 2 по итогам 1983 года.
После восстановления снова стал основным вратарём команды. С середины 1987 после Универсиады-87 перестал проходить в состав, уступив место в воротах Калинаускасу. По итогам сезона 1987 стал бронзовым призёром чемпионата СССР.
Окончательно Юркус сел на лавку после разгромного поражения в Кубке УЕФА 1988/89 от «Аустрии» (Вена) — 2:5. Позже Юркус признавался, что был не готов к матчу, так как не имел игровой практики. Причина отсутствия практики — неприязнь со стороны Зелькявичюса, который ставил Юркуса на те матчи, где у команды не было шансов на выигрыш (в основном — гостевые игры против сильных соперников). По версии Юркуса, это была своеобразная месть со стороны тренера.
В декабре 1988 Юркус на тренировке в зале после неудачно выполненного подката получил тяжёлую травму — перелом обеих лодыжек. К апрелю 1989 восстановил игровые кондиции, но его не рассматривали[кто?] больше как игрока «Жальгириса», не позволяя выступать даже за дубль. В начале апреля после звонка от Юрия Сёмина, перешёл в московский «Локомотив». Провёл с командой и сезон 1990 года.
В высшей лиге (1983—1989) провёл 161 игру. Отличался феноменальной прыгучестью.
В середине 1990 уехал в Израиль, в команду 2-го дивизиона «Хапоэль» (Хайфа), где провёл 1,5 года. В 1992 году вернулся в Литву, где выступал сезон за «Панерис» (Вильнюс). С середины сезона 1993/94 — тренер команды (отвечал за физподготовку и тренировал вратарей), в сезоне 1995/96 — главный тренер.
Жена Ирэна — чемпионка Европы по баскетболу. Племянница Юргита — победительница конкурса «Мисс Литва 2007».
Занимался бизнесом, работал в компании Žemaitijos pienas. Бизнес совмещал с работой с детьми в футбольной школе.
Работал тренером вратарей в молодёжной сборной Литвы.

## Статистика
| Сезон   | Клуб            | Матчи | Голы         |
| ------- | --------------- | ----- | ------------ |
| 1978    | Жальгирис       | 38    | -36          |
| 1979    | Жальгирис       | 30    | ?            |
| 1980    | Жальгирис       | 46    | ?            |
| 1981    | Жальгирис       | 46    | ?            |
| 1982    | Жальгирис       | 42    | ?            |
| 1983    | Жальгирис       | 24    | -17          |
| 1984    | Жальгирис       | 32    | -35          |
| 1985    | Жальгирис       | 30    | -39          |
| 1986    | Жальгирис       | 30    | -37          |
| 1987    | Жальгирис       | 18    | -18          |
| 1988    | Жальгирис       | 13    | -18          |
| 1989    | Локомотив       | 14    | -13          |
| 1990    | Локомотив       | 27    | -24 (1 авт.) |
| 1990/91 | Хапоэль (Хайфа) | 16    | -15          |
| 1991/92 | Хапоэль (Хайфа) | 29    | -26          |
| 1992/93 | Панерис         | 8     | ?            |
| 1993/94 | Панерис         | 9     | ?            |